# BKCP-Powerplus/2013
Deze pagina geeft een overzicht van de BKCP-Powerplus-wielerploeg in 2013. 

## Algemene gegevens
- Sponsors: BKCP, Powerplus
- Algemeen manager: Philip Roodhooft
- Ploegleider: Christoph Roodhooft
- Fietsmerk: Colnago
- Kleding: Craft
- Kopman: Niels Albert

## Renners
| Naam                   | Geboortedatum | Nationaliteit | Ploeg 2012 | Opmerking   |
| ---------------------- | ------------- | ------------- | ---------- | ----------- |
| Jens Adams             | 05-06-1992    | België        |            |             |
| Niels Albert           | 05-02-1986    | België        |            |             |
| Wietse Bosmans         | 30-12-1991    | België        |            |             |
| Daan Hoeyberghs        | 18-09-1994    | België        | Neo        | Vanaf 01/06 |
| Quentin Jauregui       | 22-04-1994    | Frankrijk     | Neo        |             |
| Marcel Meisen          | 08-01-1989    | Duitsland     |            |             |
| Lubomír Petruš         | 17-07-1990    | Tsjechië      |            |             |
| David van der Poel     | 15-07-1992    | Nederland     |            |             |
| Michael Vanthourenhout | 10-12-1993    | België        |            |             |
| Dieter Vanthourenhout  | 20-06-1985    | België        |            |             |
| Gianni Vermeersch      | 19-11-1992    | België        |            | Tot 31/05   |
| Philipp Walsleben      | 19-11-1987    | Duitsland     |            |             |

## Overwinningen

### Veldrijden
Nationale kampioenschappen veldrijden
Duitsland: Philipp Walsleben
Wereldbeker
Eindklassement 2012-13: Niels Albert
Superprestige
Hamme-Zogge: Niels Albert
bpost bank trofee
Lille: Niels Albert
Oostmalle: Niels Albert
Eindklassement 2012-13: Niels Albert
Overige
Cincinnati: Niels Albert
Heerlen: Niels Albert
Baden: Philipp Walsleben
Erpe-Mere: Niels Albert
Neerpelt: Niels Albert

### Wegwielrennen
Oostnieuwkerke-Sleihage
Gianni Vermeersch
Boucles de la Mayenne
3e etappe: Marcel Meisen
Tourinnes-Saint-Lambert
Quentin Jauregui
Ronde van Luik
3e etappe: Marcel Meisen
Ronde van de Elzas
3e etappe: Philipp Walsleben
6e etappe: Marcel Meisen
Puntenklassement: Philipp Walsleben
La Roche
Quentin Jauregui
Baltic Chain Tour
1e etappe: Philipp Walsleben
2e etappe: Marcel Meisen
Eindklassement: Philipp Walsleben
Mannen: 2009 · 2010 · 2011 · 2012 · 2013 · 2014 · 2015 · 2016 · 2017 · 2018 · 2019 · 2020 · 2021 · 2022 · 2023 · 2024 · 2025
Vrouwen: 2020 · 2021 · 2022 · 2023 · 2024 · 2025